# Christopher Purves
Christopher Purves (* 11. Oktober 1961 in Cambridge) ist ein englischer Musiker und Opernsänger im Stimmfach Bassbariton.

## Leben und Werk
Christopher Purves war zwischen 1980 und 1987 als Sänger, Schlagzeuger und Trompeter Mitglied des britischen Jazz Gesangssextetts „Harvey and the Wallbangers“. Die Band absolvierte mehrere Auftritte im TV, hatte eine eigene Radiosendung und veröffentlichte zwischen 1984 und 1987 mehrere Alben, darunter das „Simon Rattle Jazz Album“ mit London Sinfonietta (EMI; 1987). Die Band löste sich 1987 auf, im selben Jahr beendete Purves seine akademische Ausbildung mit einem Master-Abschluss. Purves sang von 1997 bis 2004 in verschiedenen Produktionen der Opera North. Er trat mit dem Londoner Chorensemble The Sixteen auf und verfügt über eine umfassende Diskografie. Er sang 2004 den Figaro auf Englisch und zählte zu den Solisten des Lamenti Recitals (Virgin Classics), welches 2009 bei Victoires de la musique classique als Record of the Year ausgezeichnet wurde. Er übernahm 2012 die Rolle des Protector in der Uraufführung von George Benjamins Oper Written on Skin und 2013 die Rolle des Walt Disney in Philip Glass’ The Perfect American. 2016 war er der Bass in Beethovens Neunter bei den Proms und sang danach den Don Giovanni an der English National Opera. An der Berliner Komischen Oper war er 2024 als Sweeney Todd in Barrie Koskys gleichnamiger Musical-Inszenierung zu Gast.

## Diskografie
- Mozart: The Marriage of Figaro. Mit Yvonne Kenny; Rebecca Evans; Diana Montague; William Dazeley; Philharmonia Orchestra, Regie: David Parry (Chandos; 2004)
- Lamenti. Mit „Le Concert d'Astrée“, Dirigentin: Emmanuelle Haïm; Rolando Villazón, Joyce DiDonato (Virgin Classic; 2008)
- Donizetti: Maria di Rohan; mit Orchestra of the Age of Enlightenment, Dirigent: Sir Mark Elder (Opera Rara; 2011)
- Handel's Finest Arias for Base Voice (Hyperion; 2012)
- Handel's Finest Arias for Base Voice II (Hyperion; 2018)
- Berlioz: La damnation de Faust. Mit London Symphony Orchestra, Dirigent: Simon Rattle (LSO Live; 2019)
- Elgar: Caractacus (Hyperion; 2019)
- My Soul, What Fear You? Strauß | Schubert | Schumann | Mahler | Bach | Eisler | Weill. Mit Simon Lepper (King’s College Cambridge; 2023)
- Kaija Saarianho: Adriana Mater. Mit San Francisco Symphony, Fleur Barron, Axelle Fanyo, Nicholas Phan (Deutsche Grammophon; 2024)